# Radan Hubička
Radan Hubička (* 5. listopadu 1960 Praha) je český autorizovaný architekt. Patří do České komory architektů, je známým zastáncem mrakodrapů v Praze. Jeho otcem je Stanislav Hubička, který navrhl například Nuselský most v Praze.

## Život

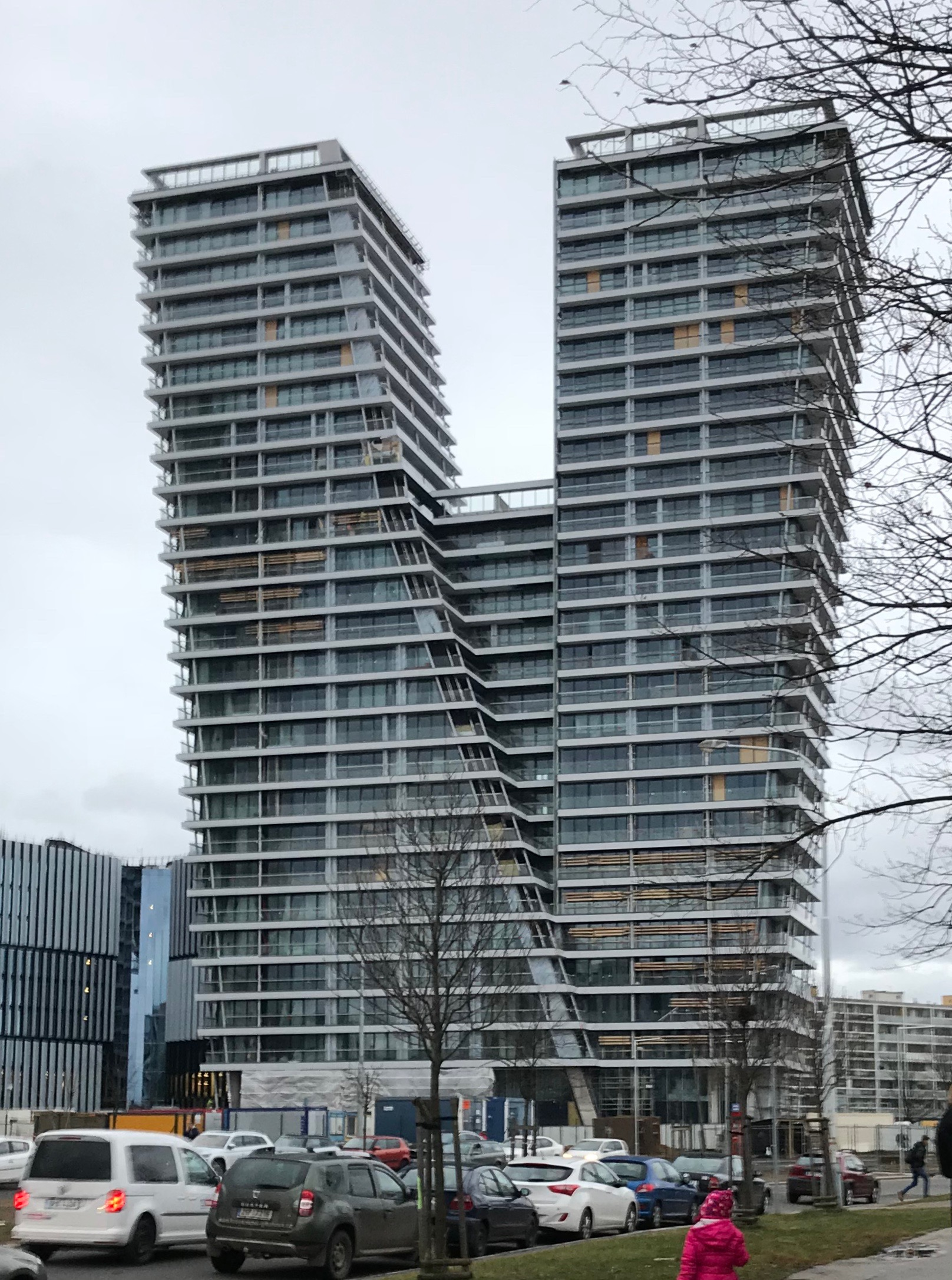
104 metrů vysoký mrakodrap V Tower navrhl Radan Hubička v roce 2011, stojí na pražském Pankráci

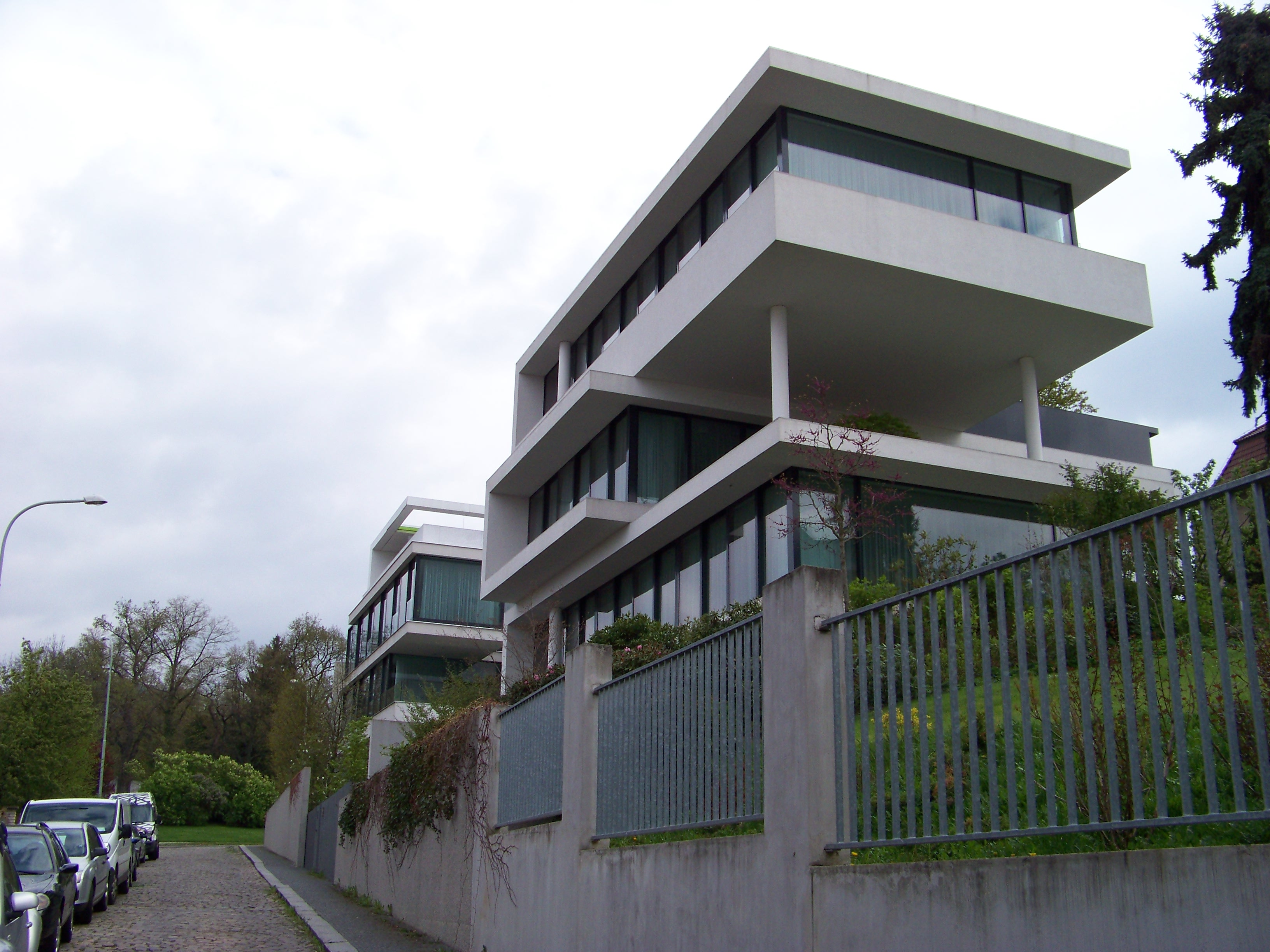
Vily Romana Janouška a Miroslava Dvořáka v pražském Podolí

Hubička se narodil v roce 1960 v Praze. Roku 1985 vystudoval ČVUT v Praze, fakultu architektury. V roce 1989 byl na stáži v projekční kanceláři CBC Paříž. V roce 1990 nastoupil do Architektonického studia Tadeusz Spychala ve Vídni, mezi lety 1991–1995 spolupracoval se studiem Borise Podrecca (Vídeň).
V roce 1995 založil v Praze vlastní architektonické studio – Architektonický ateliér Radan Hubička (AARH). Studio spolupracuje s českým Ministerstvem kultury a s Ministerstvem zahraničních věcí,[zdroj?] ateliér Radana Hubičky je zakládajícím členem České rady pro šetrné budovy.
V roce 2005 vyhrál ateliér AARH významnou architektonickou soutěž na výstavbu rezidenční budovy V Tower (tehdy pod názvem City Epoque), která se nachází v Praze na Pankráci. Tato budova je v současné době nejvyšší obytnou stavbou v České republice. Za své dílo získat Hubička mnoho ocenění, a zvítězil v mezinárodní soutěži International Property Award pro výškové budovy.

## Dílo

### Česko
- Liberec, Živnostní banka Liberec – interiér, 1995
- Praha, Office Schlee – interiér, 1998
- Praha, Villa Podolí I, 2000
- Praha, Apartmán Bělehradská – interiér, 2001
- Praha, Bytový dům XY, 2005 (nominace na Cenu Evropské unie za současnou architekturu)[4][5]
- Praha, Villa Juarezova, 2005
- Praha, Restaurace Aereole (City Tower), 2008
- Modrava, Horská Villa Modrava (zakázka Zdeňka Bakaly)[1], 2009
- Praha, Villy Podolí I+II (Roman Janoušek a Miroslav Dvořák)[6], 2009
- Hluboká nad Vltavou, Villa Hluboká, 2010
- Praha, Polyfunkční budova Line (přezdívaná „Lední medvěd")[7] – nerealizováno, 2010
- Praha, Villa Podolí IV, 2010
- Praha, V Tower, 2011
- Praha, Office BBH – interiér, 2014
- Praha, Hybernská 1 - rekonstrukce + přístavba, 2021

### Chorvatsko
- Orebić, Villa Orebic, 2014